# Don McSween
Donald Kennedy „Don“ McSween (* 9. Juni 1964 in Detroit, Michigan) ist ein ehemaliger US-amerikanischer Eishockeyspieler, der im Verlauf seiner aktiven Karriere zwischen 1983 und 2002 unter anderem über 700 Spiele in der American Hockey League (AHL) und International Hockey League (IHL) auf der Position des Verteidigers bestritten hat. Darüber hinaus absolvierte McSween weitere 47 Partien für die Buffalo Sabres und Mighty Ducks of Anaheim in der National Hockey League (NHL).

## Karriere
McSween verbrachte seine Juniorenzeit zunächst zwischen 1981 und 1983 bei den Redford Royals in der Great Lakes Junior Hockey League (GLJHL), bevor er im NHL Entry Draft 1983 in der achten Runde an 154. Stelle von den Buffalo Sabres aus der National Hockey League (NHL) ausgewählt wurde. Statt in den Profibereich zu wechseln, zog es den Verteidiger zunächst an die Michigan State University. Dort verfolgte McSween in den folgenden vier Jahren ein Studium in Maschinenbau und spielte parallel für das Eishockeyteam der Universität in der Central Collegiate Hockey Association (CCHA), einer Division im Spielbetrieb der National Collegiate Athletic Association (NCAA). Im Verlauf der vier Jahre wurde er dabei in zahlreiche Auswahlteams berufen.
Mit Beginn der Saison 1987/88 stand McSween in der Organisation der Buffalo Sabres auf dem Eis. In den folgenden fünf Spielzeiten lief der Abwehrspieler dabei hauptsächlich für das Farmteam, die Rochester Americans, in der American Hockey League (AHL) auf. In der AHL fand er sich am Ende des Spieljahres 1989/90 im AHL First All-Star Team wieder. Für die Sabres selbst bestritt er bis zum Ende der Spielzeit 1991/92 lediglich neun Partien. Nachdem sein Vertrag nicht über den Sommer 1992 hinaus verlängert worden war, erhielt der Free Agent Ende August 1992 einen Vertrag bei den Detroit Red Wings. Diese setzten ihn in der Saison 1992/93 auf Leihbasis aber ausschließlich in der International Hockey League (IHL) bei den San Diego Gulls ein. Dort kam er auch nach dem Auslaufen des Vertrags im folgenden Spieljahr zu Einsätzen, ehe er im Januar 1994 einen neuen NHL-Kontrakt bei den Mighty Ducks of Anaheim erhielt. Das Franchise, für das der US-Amerikaner im restlichen Saisonverlauf 32 Spiele absolvierte, befand sich zu diesem Zeitpunkt in seinem ersten NHL-Jahr. Aufgrund des Lockouts, der den Beginn der NHL-Spielzeit 1994/95 verschob, und einer schwerwiegenden Armverletzung im Januar 1995 kam McSween in den folgenden beiden Jahren nur noch zu sechs weiteren Einsätzen für Anaheim. Ebenso kam er zu zwölf Spielen für den AHL-Kooperationspartner Baltimore Bandits.
Vor der Saison 1996/97 erhielt der Defensivspieler einen Vertrag bei den Grand Rapids Griffins aus der IHL, wo er bis zum Oktober 1997 spielte. Gemeinsam mit Sean McCann wurde er kurz nach dem Beginn des Spieljahres 1997/98 an den Ligakonkurrenten Milwaukee Admirals abgegeben. Dort beendete er die Saison. In den folgenden beiden Jahren spielte McSween sporadisch für die Muskegon Fury in der United Hockey League (UHL). Mit den Fury gewann er im Frühjahr 1999 die Meisterschaft in Form des Colonial Cups, ehe er im Sommer 2000 im Alter von 36 Jahren seinen Rücktritt aus dem Profisport bekannt gab. Im Verlauf der Saison 2001/02 gab er jedoch noch einmal ein drei Spiele andauerndes Comeback im Trikot der Fury.

### International
Auf internationaler Ebene nahm McSween mit den Vereinigten Staaten an der Weltmeisterschaft 1994 in Italien teil. Dabei kam er in acht Partien zum Einsatz und sammelte zwei Scorerpunkte. Die US-Amerikaner belegten am Ende den vierten Platz im Turnierklassement.

## Erfolge und Auszeichnungen
| - 1983 GLJHL First All-Star Team - 1985 CCHA First All-Star Team - 1986 CCHA First All-Star Team - 1986 NCAA West Second All-American Team - 1986 NCAA Championship All-Tournament Team - 1986 CCHA First All-Academic Team | - 1987 CCHA First All-Star Team - 1987 CCHA First All-Academic Team - 1987 NCAA West Second All-American Team - 1987 NCAA Championship All-Tournament Team - 1990 AHL First All-Star Team - 1999 Colonial-Cup-Gewinn mit den Muskegon Fury |

## Karrierestatistik

### International
Vertrat die USA bei:
- Weltmeisterschaft 1994

(Legende zur Spielerstatistik: Sp oder GP = absolvierte Spiele; T oder G = erzielte Tore; V oder A = erzielte Assists; Pkt oder Pts = erzielte Scorerpunkte; SM oder PIM = erhaltene Strafminuten; +/− = Plus/Minus-Bilanz; PP = erzielte Überzahltore; SH = erzielte Unterzahltore; GW = erzielte Siegtore; 1 Play-downs/Relegation; Kursiv: Statistik nicht vollständig)